# 1033 Simona
1033 Simona è un asteroide della fascia principale del diametro medio di circa 24,76 km. Scoperto nel 1924, presenta un'orbita caratterizzata da un semiasse maggiore pari a 3,0030946 UA e da un'eccentricità di 0,1130812, inclinata di 10,64196° rispetto all'eclittica.
Il suo nome è in onore di Simone van Biesbroeck, la figlia dello scopritore.